# Черногория на «Евровидении-2014»
Черногория принимала участие в конкурсе песни «Евровидение 2014» в Копенгагене, Дания. Представитель и песня были выбраны путём внутреннего отбора, организованным черногорским национальным вещателем «RTCG».

## Внутренний отбор
25 сентября 2013 года «RTCG» подтвердил участие Черногории на конкурсе песни «Евровидение-2014». 19 ноября 2013 года, RTCG провел пресс-конференцию, где был представлен Сергей Четкович как представитель Черногории. На пресс-конференции Четкович заявил, что его главная цель в является том, чтобы провести Черногорию до финала. Четкович уже ранее подавал заявку совместоно с вещателям «RTCG» чтобы представить Черногорию на конкурсе прошлого года, однако из-за нехватки времени он не смог принять участие. Четкович также ранее пытался представлять Сербию и Черногорию на конкурсе Евровидение в 2004 году попав в финал заняв восьмое место с песней «Ne mogu da ti oprostim». Презентация вступления состоялась 9 марта 2014 года.

## На Евровидении
Представитель Черногории на конкурсе будет выступил во второй половине первого полуфинала, который прошёл 6 мая 2014 года в Копенгагене. Страну представлял Сергей Четкович. Прошёл в финал занял 7 место с 63 баллами. В финале занял 19 место. Получил 37 баллов.